# Åle den starke
Åle eller Ale den starke, även benämnd Åle av Skjöldungaätten, var enligt Ynglingasagan son till den danske kungen Fridleif och stred vid flera tillfällen mot sveakungen Aun den gamle, och besegrade honom till sist, varvid Aun flydde och Åle därpå ska ha regerat i Uppsala i tjugo år, allt i perfekt enlighet med Åles farbror Halvdan. Därefter ska han ha blivit dödad av den legendariske krigaren Starkad gamle.